# Oleksandr Oksančenko
Oleksandr Jakovyč Oksančenko, conosciuto anche col nome di battaglia “Gray Wolf” (in ucraino Олександр Якович Оксанченко?; sovente citato anche con la trasl. angl.: Oleksandr Oksanchenko; Malomykhailivka, 26 aprile 1968 – cielo di Kiev, 25 febbraio 2022), è stato un aviatore e militare ucraino.

## Biografia
Oksančenko entrò nell'Aeronautica sovietica nel 1989. Divenuto pilota istruttore, ricoprì in seguito la posizione di vicecomandante della sua unità d'addestramento al volo militare nell'831ª Brigata aero-tattica, di stanza presso l’aeroporto di Myrhorod. Durante la crisi della Crimea del 2014 fu rischierato presso l'aeroporto militare di Belbek, prendendo parte ai combattimenti sia sulla Crimea stessa, sia nella Zona d'operazioni antiterrorismo sopra al Donbass.
Dal 2013 al 2018 fu pilota dimostratore di Sukhoi Su-27 per l’Aeronautica militare ucraina, esibendosi più volte in manifestazioni aeree all’estero nonché vincitore di diversi premi e trofei aviatorii; andò in pensione nel 2018.
Dopo aver aderito al partito Forza e Onore nella provincia di Poltava, dal novembre 2020 fu consigliere comunale di Myrhorod.
In qualità di riservista, Oksančenko riprese il servizio attivo durante l'invasione russa dell'Ucraina. Venne abbattuto da un missile antiaereo russo tipo S-400 la notte del 25 febbraio 2022, mentre sorvolava Kiev in pattuglia aerea da combattimento.
Con decreto del presidente Volodymyr Zelens'kyj, è stato insignito, alla memoria, del titolo di Eroe dell'Ucraina e di cavaliere dell'Ordine della Stella d'Oro